# 阿拉尼翁河畔朗德
阿拉尼翁河畔朗德（法語：Lempdes-sur-Allagnon，法語發音：[lɑ̃d syʁ alaɲɔ̃]）是法国上卢瓦尔省的一个市镇，属于布里尤德区。

## 地理
阿拉尼翁河畔朗德（45°23'7"N, 3°16'12"E）面积10.4 平方千米，位于法国奥弗涅-罗讷-阿尔卑斯大区上盧瓦爾省，该省份为法国中南部省份，北起多姆山省和卢瓦尔省，西接康塔爾省，南至洛泽尔省，东临阿尔代什省。
与阿拉尼翁河畔朗德接壤的市镇（或旧市镇、城区）包括：布尔农克勒-圣皮埃尔、尚伯宗、莱奥图万、圣弗洛里娜、圣热龙、韦尔贡容、莫里亚。
阿拉尼翁河畔朗德的时区为UTC+01:00、UTC+02:00（夏令时）。

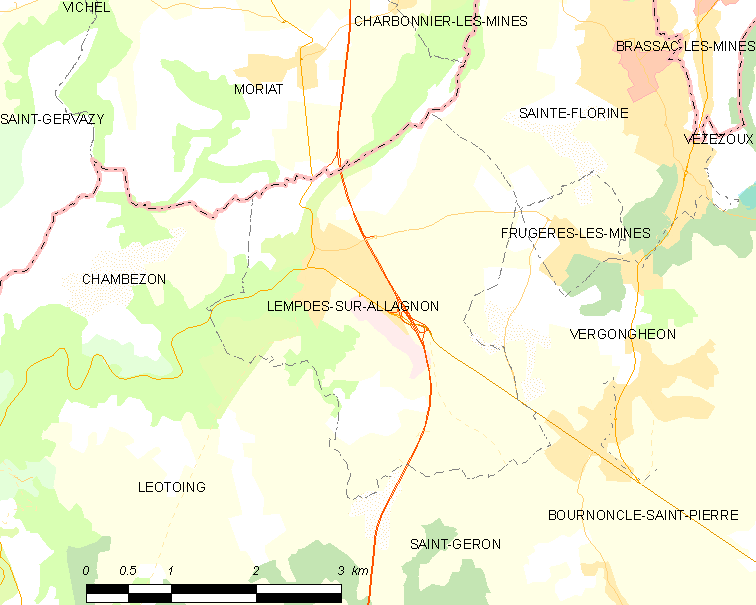
阿拉尼翁河畔朗德的OSM定位图

## 行政
阿拉尼翁河畔朗德的邮政编码为43410，INSEE市镇编码为43120。

## 政治
阿拉尼翁河畔朗德所属的省级选区为圣弗洛里娜县。

## 人口

1962-2008年间阿拉尼翁河畔朗德人口变化图示

阿拉尼翁河畔朗德于2022年1月1日时的人口数量为1305人。